# Hrabstwo Mineral (Kolorado)

Piramida wieku hrabstwa

Hrabstwo Mineral (ang. Mineral County) – hrabstwo w stanie Kolorado w Stanach Zjednoczonych.

## Geografia
Według spisu z 2000 roku obszar całkowity hrabstwa obejmuje powierzchnię 877,7 mili2 (2273,23 km²), z czego  875,72 mili2 (2268,1 km²) stanowią lądy, a 1,99 mili2 (5,15 km²) stanowią wody. Według szacunków United States Census Bureau w roku 2012 miało 709 mieszkańców. Jego siedzibą administracyjną jest Creede.